# 8899 Hughmiller
8899 Hughmiller è un asteroide della fascia principale. Scoperto nel 1995, presenta un'orbita caratterizzata da un semiasse maggiore pari a 2,6772683 UA e da un'eccentricità di 0,2738135, inclinata di 12,48351° rispetto all'eclittica.